# 틴 팝

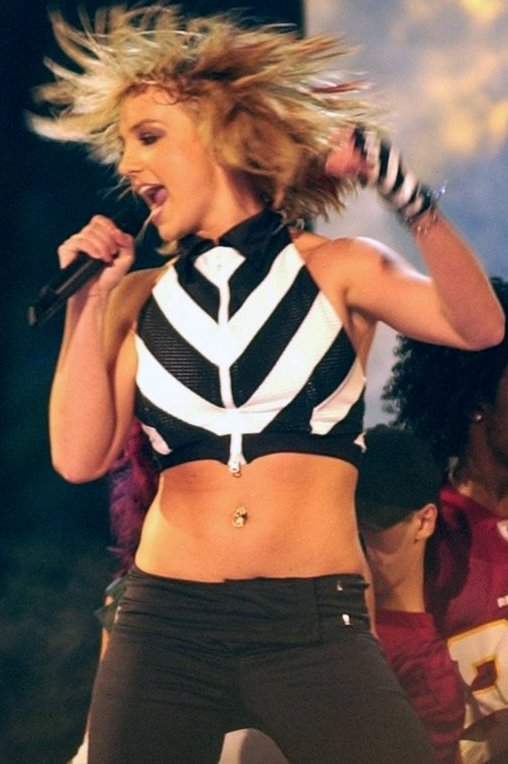
브리트니 스피어스는 자신의 베스트셀러 데뷔 앨범과 2학년 스튜디오 앨범으로 팝의 요정이라는 타이틀을 얻으며 이 장르에 새로운 활력을 불어넣은 것으로 인정받고 있다.

틴 팝(Teen Pop)은 청소년을 겨냥하여 창작하고 마케팅을 펼치는 팝 음악의 하위장르를 말한다. 틴 팝은 팝, R&B, 댄스, 일렉트로닉, 힙합, 컨트리, 라틴, 락과 같은 다른 장르를 포함한다. 오토튠으로 보정된 보컬, 안무 댄스, 시각적 어필(사진발이 잘 받는 얼굴, 특이한 체격, 깔끔한 헤어 스타일과 패션) 강조, 반복되는 후렴 가사와, 사랑, 관계, 자아 성찰, 우정, 고뇌, 반항, 성인으로 다가가는 시기, (아티스트의 나이와 관계없이) 성장과 같이 10대들의 화젯거리에 초점을 맞춘 가사 등이 틴 팝의 주요한 특징이다. 틴 팝은 종종 "옆집에 살 법한 소년소녀"의 이미지를 구축한다.
올뮤직은 틴 팝을 10대를 대상으로 한 댄스 팝, 팝, 어반 발라드의 총칭이며, 1980년대 후반부터 1990년대까지 대체로 형태가 자리잡혀 1990년대에 황금기를 맞이한 장르라고 보았다. About.com의 빌 램(Bill Lamb)은 틴 팝 사운드를 "단순하고, 직설적이고, 기억하기 매우 쉬운 멜로디 라인"으로 정리하면서, 팝 음악의 여러 장르를 합쳤지만 팝 음악의 주류를 벗어나지 않는다고 보았다. [..] 그에 따르면 팝 음악은 가수에게 최대한 집중하고 듣는 사람의 귀에 바로 꽂히도록 설계되었다. 어떤 저자들은 틴 팝 음악을 "다른 음악 장르보다 빠르게 버려지고, 지적으로 도전적이지 않고, 더 여성스럽고, 더 단순하고, 더 상업적인 음악"으로 여긴다. 멜라니 로위(Melanie Lowe)는 틴 팝은 중산층이나 중상류층의 평범한 사춘기 초반 소녀들을 주요 목표로 하면서, 그들이 겪는 신체적, 정서적 혼란을 반영하는 갈등, 즉 당연하게 여겨지는 순진함과 명시적인 성적 취향 사이의 충돌을 특징으로 한다고 기술하였다.

## 역사

### 20세기
10대를 대상으로 하는 대중 음악은 1940년대 후반 프랭크 시나트라가 틴 아이돌이던 스윙 시대 말기에 일반화되었으나, 폴  앵카, 프랭키 애벌론 등 틴 아이돌의 황금 시대는 1960년대 초반부터였다. 1970년대에 가장 인기있던 10대 대상 그룹은 오스먼즈였다.
1980년대 후반 뉴 에디션, 데비 깁슨, 뉴 키즈 온 더 블록, 카일리 미노그, 티파니 다위시, 마티카 등의 등장과 함께 틴 팝의 첫 번째 부흥이 일어났다. 1990년대 초까지 틴 팝은 그런지와 갱스터 랩이 북미에서 주류에 등장하기까지 음악 차트를 지배하였다. 이 시기 영국에서 틴 팝은 1990년대 중반 브릿팝이 주요한 흐름이 될 때까지 보이 밴드인 테이크 댓의 활동으로 인기를 유지하였다.
1996년 걸 그룹 스파이스 걸스가 데뷔 싱글인 "Wannabe"를 발표하였고, 이 싱글은 스파이스 걸스를 영국에서 팝 스타로 만들어 주었으며, 다음 해에는 미국에서도 스타가 되었다. 이러한 흐름 속에서 핸슨, 백스트리트 보이즈, 엔싱크, S Club, 5ive, 데스티니스 차일드와 같은 틴 팝 그룹과 가수 또한 유명해졌다. 1999년 십대 팝 가수 브리트니 스피어스, 크리스티나 아길레라, 제시카 심슨, 맨디 무어의 성공은 올뮤직이 "팝 롤리타"라고 부른 경향의 발전을 두드러지게 하였다.

### 21세기
2000년대 초중반 미셸 브랜치, 에이브릴 라빈, 힐러리 더프, 린제이 로한, 애슐리 심슨, 조조, 리한나, 테일러 스위프트 등의 십대 가수가 성공하였고, 이들의 성공은 십대 지향 음악의 새로운 타당성을 시사하였다.

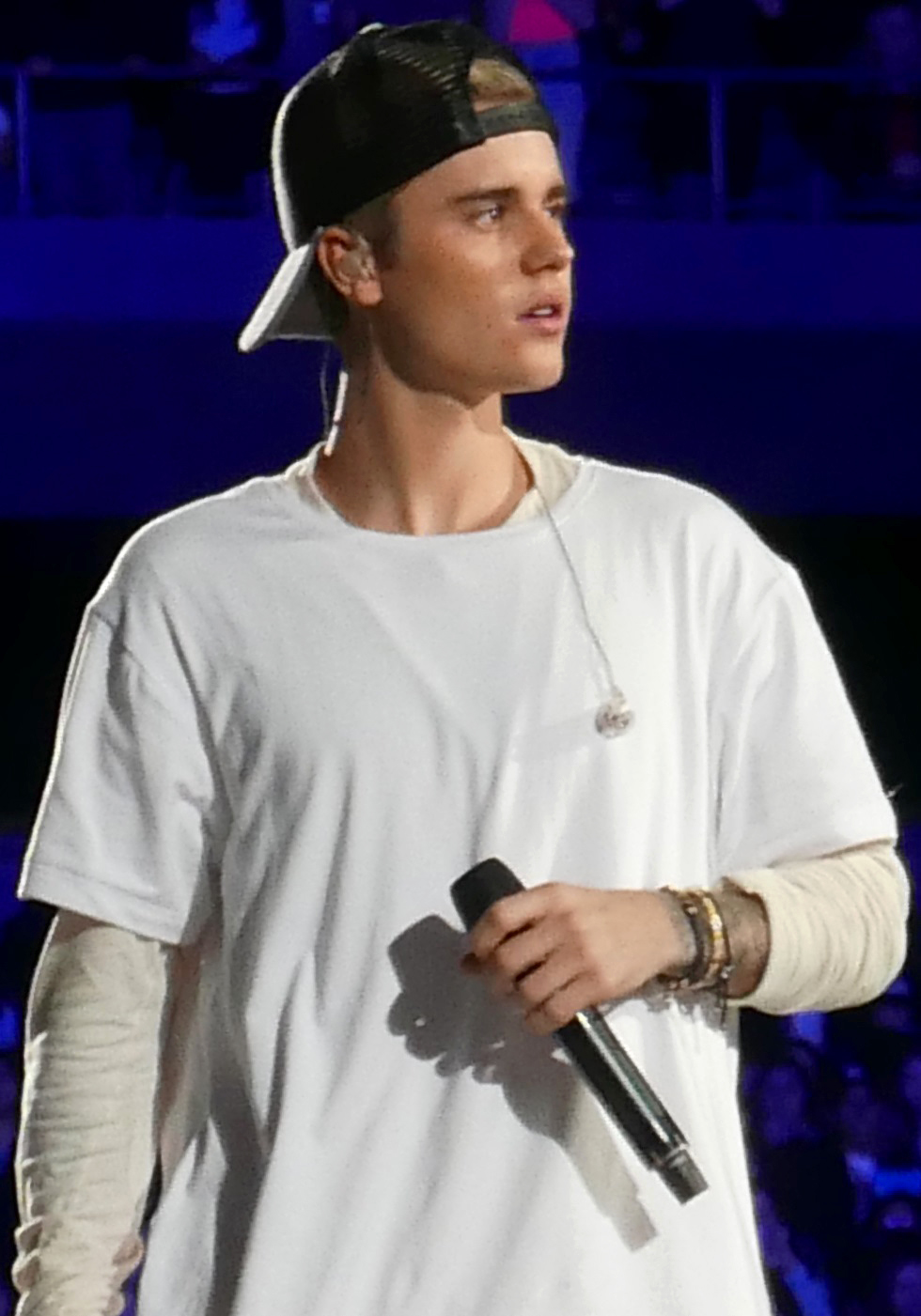
저스틴 비버는 데뷔 EP 마이 월드로 장르와 남자 10대 아이돌에 대한 새로운 관심을 만든 것으로 알려져 있다. 그는 팝의 왕자와 틴 팝의 황제로 널리 언급된다.

2000년대 초반부터, 많은 10대 스타들이 디즈니와의 관계를 통해 경력을 발전시켰다. 2007년까지 디즈니와 함께 아메리칸 아이돌 수상자인 조딘 스파크스, 데이비드 아출레타, 니켈로디언 스타 미란다 코스그로브, 빅토리아 저스티스, 키키 파머, 아리아나 그란데와 같은 다른 10대 팝 스타들이 등장했다. 마일리 사이러스, 셀레나 고메즈, 조나스 브라더스, 제시 매카트니, 데미 로바토는 디즈니 채널에서 경력을 쌓기 시작한 10대 팝 가수들의 몇몇 예들이다.
어셔의 제자인 캐나다 가수 저스틴 비버의 등장으로 특히 전통적인 남성 10대 아이돌의 틴 팝에 대한 관심이 되살아났다. 데뷔 앨범 발매 당시, 비버는 빌보드 핫 100의 탑 40에 들어간 유일한 4곡으로 기록을 세웠다. 빌보드 핫 100의 앨범에서 모든 곡을 보낸 최초의 아티스트였다. 이것은 소셜 미디어, 특히 숀 멘데스와 찰리 퍼스의 새로운 10대 예술가들의 물결을 일으켰다. 원 디렉션, 파이브 세컨즈 오브 서머, 리틀 믹스, 그리고 피프스 하모니 또한 10대 그룹들을 재도입했는데, 대부분이 《더 엑스 팩터》와 같은 히트곡 경쟁 쇼들 덕분이었다.
2005년, AKB48은 아이돌 문화와 일본 팝을 국내외에 알리기 위해 만들어졌고, 이후 수년간 국내와 국제적으로 자매 그룹과 라이벌 그룹이 확대되었다. 2016년, AKB48의 두 번째 국제 자매그룹인 SNH48은 BEJ48, GNZ48, SHY48, CKG48과 같은 중국 현지 자매그룹을 발표하여 아이돌 문화를 중국적 방식으로 통합시켰다.
2010년, 아크 뮤직 팩토리의 설립은 오토튠의 지나친 사용으로 인해 이들 아티스트들의 큰 비판에도 불구하고 레베카 블랙과 제나 로즈와 같은 새로운 세대의 틴 팝 아티스트들에게 인터넷을 통해 기여했다. 일본의 틴 팝 문화에 대해서는 '아이돌'의 카테고리가 중요한 역할을 하고 있다. 모모이로 클로버 Z는 2013 ~ 2017년 조사에 따르면 여성 아이돌 그룹 중 1위로 꼽히고 있다.
2010년대 후반, 미국의 가수 빌리 아일리시는 사운드클라우드를 통해 다음과 같은 것을 개발했다. 데뷔 앨범 《When We All Fall Asleep, Where Do We Go?》를 통해 2000년대에 태어난 첫 번째 아티스트로서 미국에서 1위를 차지했으며, 역대 최연소 여성 앨범이 영국에서 발매되었다.

## 같이 보기
- 보이 밴드
- 걸 그룹
- 아이돌 스타